# Tolfte roten ur 2
Tolfte roten ur 2, betecknat {\displaystyle {\sqrt[{12}]{2}}}, är ett algebraiskt irrationellt tal. Det används inom musikteori, där det representerar frekvens-förhållandet av en halvton i liksvävande temperatur.

## Numeriskt värde
Dess värde är 1,05946309435929 … vilket är något mer än 18⁄17 ≈ 1,0588. Bättre approximationer är 196⁄185 ≈ 1,059459 eller 18904⁄17843 ≈ 1,0594630948.

## Liksvävande temperaturskala
Då ett musikaliskt intervall är ett förhållande mellan frekvenser, så skiljer den liksvävande tempererade kromatiska skalan oktaven (som har ett förhållande av 2:1) i tolv lika stora delar.
Att tillämpa detta värde successivt till tonerna av en kromatisk skala, från A ovan C-mitten med en frekvens på 440 Hz, ger denna följd av toner:
| Not   | Frekvens (Hz) | Multiplikator | Koefficient |
| ----- | ------------- | ------------- | ----------- |
| A     | 440,00        | 20⁄12         | 1,000000    |
| A♯/B♭ | 466,16        | 21⁄12         | 1,059463    |
| B     | 493,88        | 2⁄12          | 1,122462    |
| C     | 523,25        | 23⁄12         | 1,189207    |
| C♯/D♭ | 554,37        | 24⁄12         | 1,259921    |
| D     | 587,33        | 25⁄12         | 1,334839    |
| D♯/E♭ | 622,25        | 26⁄12         | 1,414213    |
| E     | 659,26        | 27⁄12         | 1,498307    |
| F     | 698,46        | 28⁄12         | 1,587401    |
| F♯/G♭ | 739,99        | 29⁄12         | 1,681792    |
| G     | 783,99        | 210⁄12        | 1,781797    |
| G♯/A♭ | 830,61        | 211⁄12        | 1,887748    |
| A     | 880,00        | 212⁄12        | 2,000000    |

## Tonjustering
Eftersom frekvensförhållandet för en halvton är nära 106 %, så resulterar det att genom att öka eller minska hastigheten för uppspelning av en inspelning av 6 % kommer tonhöjden upp eller ner en halvton. Exklusiva rullband har normalt justeringar av upp till ±6 % stigning, som allmänt används för att matcha uppspelningen eller spela in tonhöjd till andra musikkällor som har något olika stämningar (eller möjligen inspelad på utrustning som inte var igång på riktigt rätt hastighet). Moderna inspelningsstudior använder digital tonskiftning för att uppnå samma resultat, allt från cent upp till flera halvsteg.